# Europäischer Iltis
Der Europäische Iltis, Waldiltis (Mustela putorius), auch bekannt als gemeiner Iltis, Schwarzer oder Waldiltis, Europäisches Frettchen, oder wildes Frettchen, auch Ratz oder Stänker sowie Fiss genannt, ist eine Raubtierart aus der Familie der Marder (Mustelidae).
Der Iltis wurde von Pro Natura als Tier des Jahres 2024 in der Schweiz gewählt.

## Beschreibung

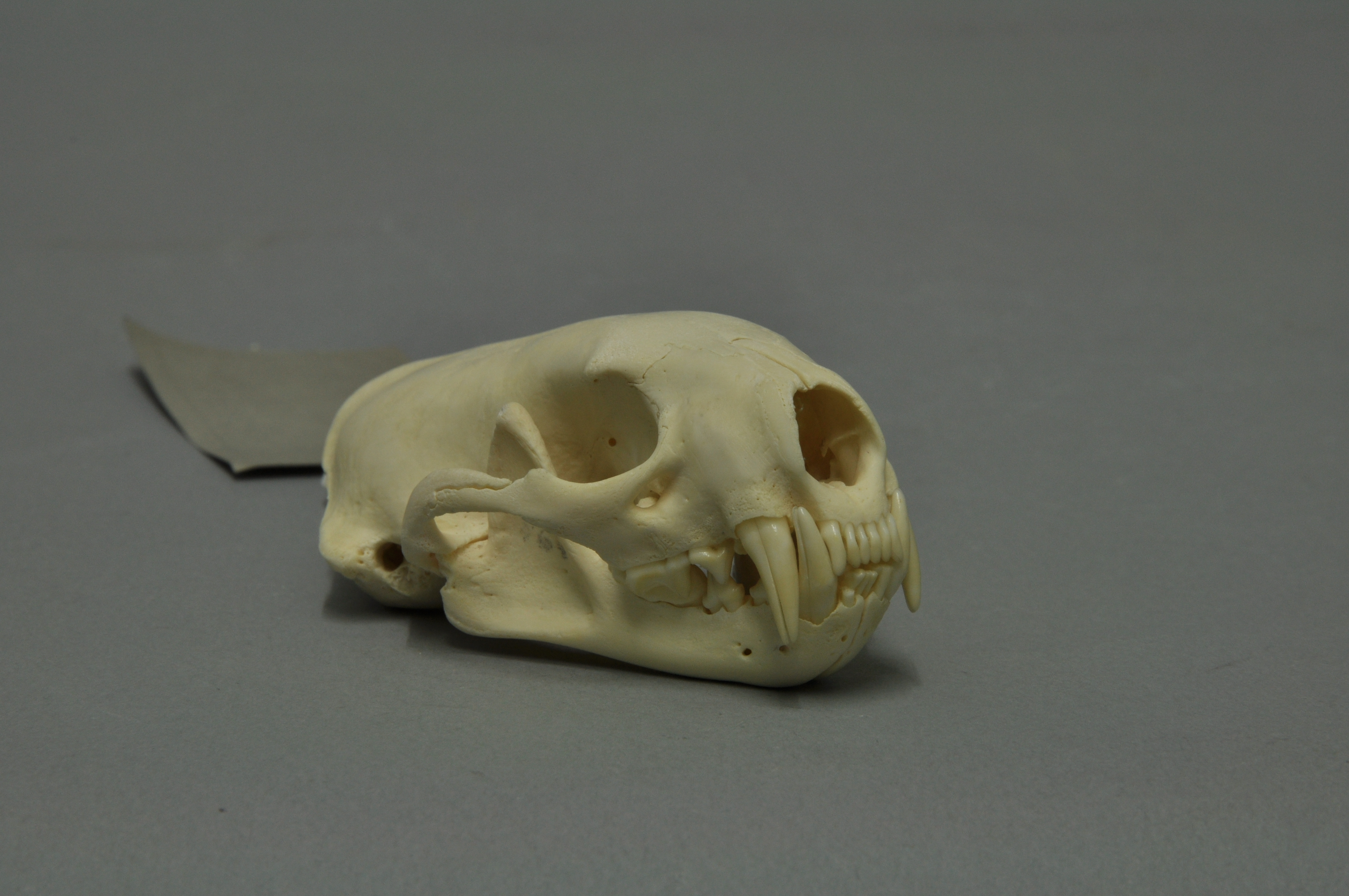
Schädel eines europäischen Iltis aus der Sammlung des Museums Wiesbaden

Europäische Iltisse haben einen schlanken, langgestreckten Körper mit kurzen Gliedmaßen. Das Fell ist dunkelbraun oder schwarz, das gelbliche Unterfell schimmert durch die Deckhaare hindurch. Die Schnauze ist weißlich, ebenso der Bereich hinter den Augen und die Spitzen der Ohren. Schwarze Flecken um und vor den Augen sorgen für eine maskenähnliche Gesichtszeichnung. Das Fell ist im Sommer und Winter gleich gefärbt, das Sommerfell ist allerdings deutlich dünner.
Hinsichtlich Größe und Gewicht zeigen diese Tiere einen ausgeprägten Geschlechtsdimorphismus. Während Männchen eine Kopf-Rumpf-Länge von 30 bis 46 Zentimetern erreichen und 0,4 bis 1,7 Kilogramm wiegen, sind die Weibchen mit 20 bis 38 Zentimetern Kopf-Rumpf-Länge und 0,2 bis 0,9 Kilogramm deutlich kürzer und leichter. Die Schwanzlänge beträgt 7 bis 19 Zentimeter.

## Verbreitung und Lebensraum

Verbreitungsgebiet

Europäische Iltisse sind in nahezu ganz Europa verbreitet und zählen zu den häufigsten einheimischen Mardern. Sie fehlen lediglich in Irland und dem größten Teil Skandinaviens; im Osten erstreckt sich ihr Verbreitungsgebiet bis zum Uralgebirge. In Neuseeland wurde die Art eingeführt.
Trotz der Bezeichnung Waldiltis ist der Iltis kein ausgeprägter Waldbewohner; sein Lebensraum sind eher die offenen Waldränder, aber auch Felder und Wiesen. Oft ist er in der Nähe von Gewässern und Feuchtgebieten zu finden. Manchmal siedelt er bis in die Nähe von Dörfern und auf Höfen, wo auch Ställe und Scheunen zu seinem Jagdrevier gehören.

## Lebensweise
Europäische Iltisse sind nachtaktiv und beginnen die Nahrungssuche mit der Dämmerung. Tagsüber ziehen sie sich in selbstgegrabene Baue, Felsspalten, hohle Baumstämme, verlassene Baue anderer Tiere (zum Beispiel denen von Kaninchen), aber auch in Gebäude und Mauernischen zurück. Manche Quellen geben an, dass die Iltis-Fähe zur Zeit der Jungenaufzucht auch tagaktiv sei. Iltisse leben außerhalb der Paarungszeit einzelgängerisch und markieren ihr Revier mit dem Sekret ihrer Analdrüse. Dieses übelriechende Sekret wird auch zur Verteidigung eingesetzt. Die Tiere halten sich vorwiegend am Boden auf. Sie klettern fast nicht, können aber gut schwimmen und tauchen und begeben sich auch in Gewässern auf Nahrungssuche.

## Nahrung
Europäische Iltisse sind vorwiegend Fleischfresser, die sich bevorzugt von Amphibien wie Fröschen und Kröten ernähren. Sie sind geschickte und aggressive Jäger, die ein Beutetier überwältigen können, das doppelt so groß ist wie sie. Die Beute wird durch einen gezielten Nackenbiss getötet. Neben Amphibien werden Vögel, Eier, Fische und Nagetiere gejagt, manchmal auch Schlangen (Iltisse sind aber nicht, wie gelegentlich behauptet, gegen Schlangengift immun). Seltener wird pflanzliche Nahrung in Form von Früchten konsumiert. Manchmal legen Iltisse sich auch einen Nahrungsvorrat in ihren Bauen an.

## Fortpflanzung

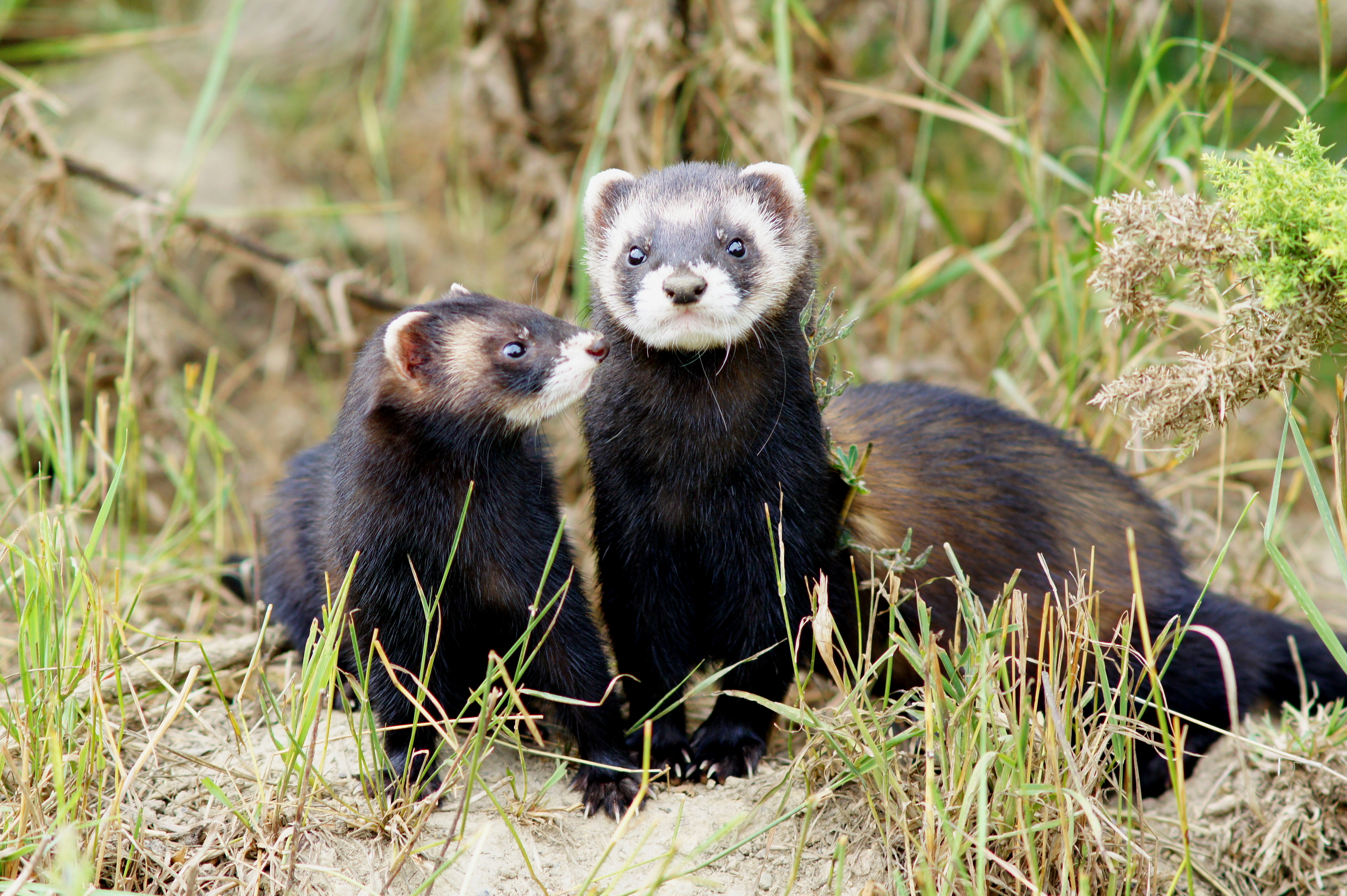
Iltispaar

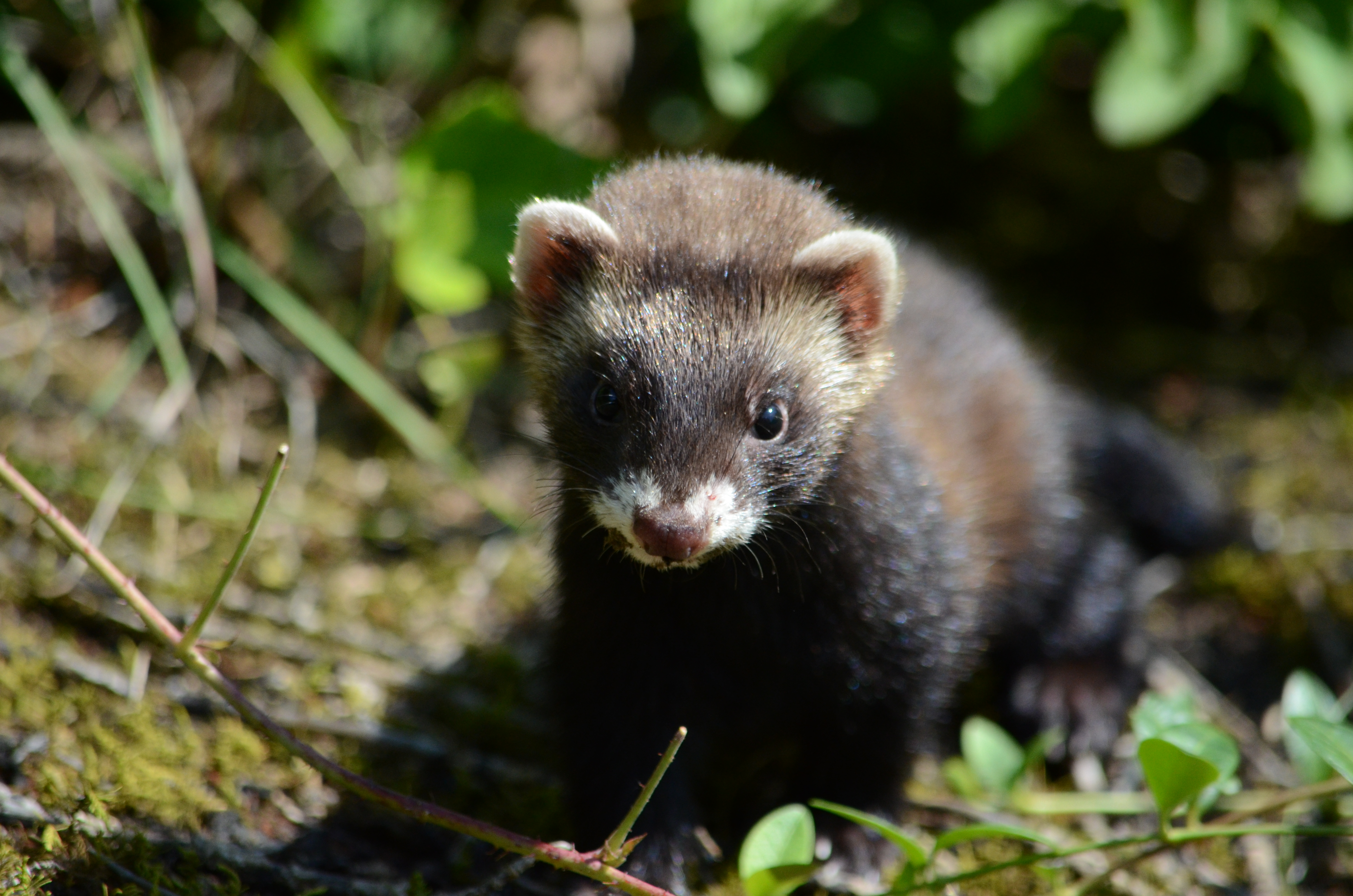
Iltis-Jungtier

Die Paarung findet von März bis Juni statt. In dieser Zeit kann es zu Kämpfen zwischen den Männchen um das Paarungsvorrecht kommen, während der Begattung selbst stellt das Männchen das Weibchen mit Hilfe eines Nackenbisses ruhig. Nach rund 42-tägiger Tragzeit bringt das Weibchen zwei bis zwölf (schwerpunktmäßig drei bis sieben) Jungtiere zur Welt. Diese sind bei der Geburt blind und relativ klein bei einem Gewicht von etwa 10 Gramm. Nach einem Monat öffnen sich ihre Augen, im gleichen Zeitraum werden sie entwöhnt. Mit rund drei Monaten sind sie ausgewachsen und werden selbständig. In freier Natur können die Tiere ein Alter von rund sechs Jahren erreichen, in menschlicher Obhut bis zu 14 Jahre.

## Europäische Iltisse und Menschen
Etwa im 1. Jahrtausend v. Chr. begann der Mensch die Jagdfähigkeiten der Iltisse für seine Bedürfnisse zu nutzen. Es wurden Wildtiere gezähmt und für die Jagd auf Kaninchen, Ratten und Mäuse eingesetzt. Über die Jahrhunderte entstand so die domestizierte Form des Iltisses, das Frettchen (Mustela putorius furo). Es ist unklar, ob der Europäische Iltis oder der Steppeniltis dessen Urform ist.
Zur Pelzgewinnung wird in geringem Umfang auch in Deutschland der Europäische Iltis auf Farmen gehalten.

## Gefährdung und Schutz

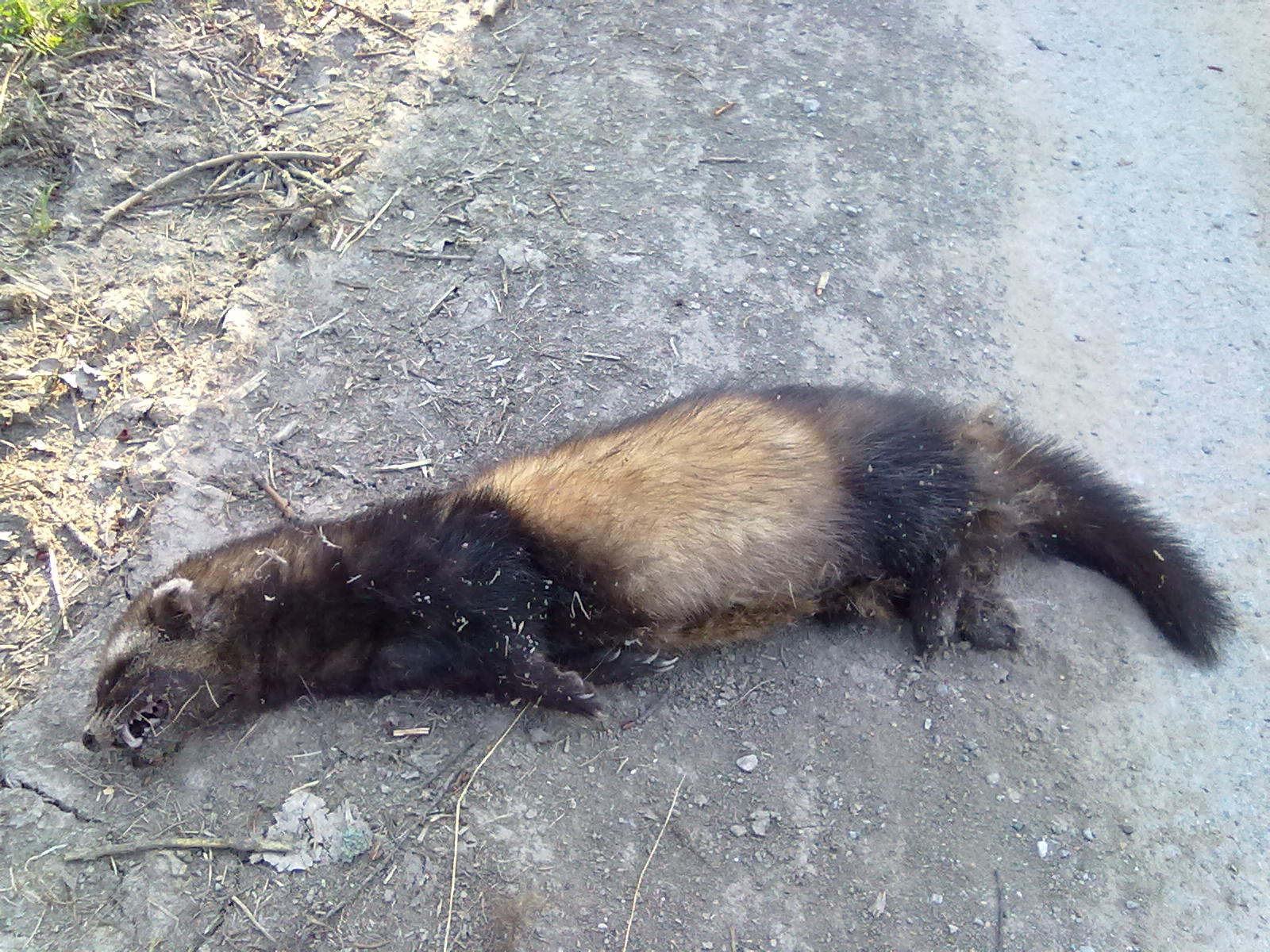
Iltis als Verkehrsopfer

Zu den Bedrohungen der Europäischen Iltisse zählen der Verlust ihres Lebensraumes durch die Bautätigkeit und Intensivierung der Landnutzung, ferner der Straßenverkehr und die Jagd. Trotzdem sind sie weit verbreitet und zählen nicht zu den bedrohten Arten.
Die Weltnaturschutzunion IUCN beurteilt diese Marderart in der Roten Liste gefährdeter Arten mit nicht gefährdet (Least Concern). Die Bundesrepublik Deutschland stellt sie in die Kategorie V und damit auf eine Vorwarnliste; zwölf Länder Deutschlands werten von Kategorie V über vorwiegend Kategorie 3 (gefährdet) bis zu Kategorie 2 (stark gefährdet). In Berlin, Brandenburg, Hamburg, Hessen, Rheinland-Pfalz und dem Saarland ist der Iltis ganzjährig geschont.
Österreich  und die Schweiz listen den Europäischen Iltis in den nationalen Roten Listen mit Kategorie 3 (gefährdet). In der Schweiz steht der Iltis seit 1978 unter Schutz und darf nach dem Bundesgesetz (JSG) nicht bejagt werden.
Die Berner Konvention des Europarats schützt den Europäischen Iltis in Appendix III des Abkommens und erklärt ihn als schutzbedürftiges Wildtier, das in Ausnahmefällen genutzt werden darf. Auch die Europäische Union weist ihm durch Listung in Anhang V der Fauna-Flora-Habitat-Richtlinie (EG) Nr. 92/43 bzw. der Abänderung in Richtlinie EG 2006/105 diese Kategorie zu.